# Avenida Rivadavia
L'avenida Rivadavia è una delle principali arterie stradali di Buenos Aires e della sua vasta area metropolitana. Attraversa, da est verso ovest, tutto il territorio della capitale argentina, entrando poi nel territorio della limitrofa provincia di Buenos Aires dove termina il suo percorso presso la cittadina di Merlo. 
È intitolata al primo presidente dell'Argentina Bernardino Rivadavia. Tutte le strade che la intersecano cambiano nome, eccezion fatta per l'avenida 9 de Julio e l'avenida General Paz.

## Storia
In epoca coloniale la strada era chiamata Camino Real del Oeste e formava parte del percorso che univa il porto di Buenos Aires all'interno e alla città di Mendoza. Nel 1835 fu intitolata al caudillo Facundo Quiroga, mentre l'anno seguente, su volontà del dittatore Juan Manuel de Rosas, la strada fu ribattezzata Federación.
Nel 1857 la strada fu intitolata alla memoria di Bernardino Rivadavia, primo presidente dell'Argentina, morto dodici anni prima in esilio a Cadice.
Tra il 1935 ed il 1988, anno in cui fu aperta l'autostrada Acceso Oeste, il tratto compreso tra l'avenida General Paz e Merlo era incluso nel tracciato della strada nazionale 7.

## Percorso

### Buenos Aires
L'avenida Rivadavia inizia il suo percorso all'angolo nord-est di plaza de Mayo, all'intersezione con la calle Balcarce, tra la Sede centrale del Banco de la Nación Argentina e la Casa Rosada, dimora del Presidente dell'Argentina. Dopo aver costeggiato il lato nord della piazza, sulla quale si affaccia anche la Cattedrale di Buenos Aires, interseca calle Florida e prosegue verso ovest attraverso i palazzi della zona del Microcentro, parallelamente all'avenida de Mayo. In questo tratto iniziale la strada segna il confine tra i due storici barrios di San Nicolás, a nord, e Monserrat, a sud. Dopo aver intersecato l'avenida 9 de Julio, continua il suo percorso verso occidente entrando in plaza del Congreso e costeggiando il Palazzo del Congresso, entrando così nel quartiere di Balvanera. Una decina di isolati più avanti l'avenida Rivadavia entra nel cruciale snodo di plaza Miserere, al cui centro si trova il mausoleo del primo presidente argentina.
Lasciata Balvanera, la strada attraversa in successione i barrios di Almagro, Caballito, Flores, Floresta, Vélez Sársfield, Villa Luro e Liniers.

### Provincia di Buenos Aires
Una volta superata la avenida General Paz, la Rivadavia entra nel territorio della provincia di Buenos Aires attraversando in successione le città di Ciudadela, Ramos Mejía, Villa Sarmiento, Haedo, Morón, Castelar, Ituzaingó, dove dal 2010 è stata ribattezzata Av. Presidente Néstor Kirchner, San Antonio de Padua, dove prende il nome di Av. Presidente Perón, e Merlo. Presso quest'ultima località una volta raggiunto il confine con il partido di Moreno, presso il ponte sul fiume Reconquista, cambia definitivamente nome (Av. Bartolomé Mitre) e numerazione.

## Trasporti
Il tratto della linea A della metropolitana di Buenos Aires compreso tra le stazioni di Congreso e San Pedrito corre sotto l'avenida Rivadavia.